# Jaguarfläck
Jaguarfläck (Arthothelium ruanum) är en bladlav som först beskrevs av A. Massal., och fick sitt nu gällande namn av Körb. Arthothelium ruanum ingår i släktet Arthothelium och familjen Arthoniaceae.   Inga underarter finns listade i Catalogue of Life.
I den svenska databasen Dyntaxa används istället namnet Arthonia ruana för samma taxon.  Arten är reproducerande i Sverige.